# Горшок мёда (фильм)
«Горшок меда» (англ. The Honey Pot) — криминальная комедия режиссёра Джозефа Манкевича 1967 года по его собственному сценарию, основанному на пьесе «Mr. Fox of Venice» (1959) Фредерика Нотта по роману «The Evil of the Day» (1955) Томаса Стерлинга, написанному по мотивам пьесы Бена Джонсона «Вольпоне».

## Сюжет
Действие картины происходит в современной Венеции. Богач Сесил Фокс (Рекс Харрисон), оказавшийся на грани банкротства, решает провернуть хитрый план. Он нанимает актёра Уильяма Макфлая (Клифф Робертсон), который должен помочь ему разыграть трёх его бывших любовниц — обедневшую принцессу Доминик (Капучине), увядающую кинозвезду Мерл Макгилл (Эди Адамс) и техасскую миллионершу миссис Шеридан (Сьюзен Хейворд). С помощью Уильяма Сесил выдаёт себя за умирающего, приглашая трёх дам в свой венецианский дворец. Доминик и Мерл приезжают в надежде заполучить долю в богатом наследстве, а миссис Шеридан, которая появляется вместе со своей медсестрой Сарой Уоткинс (Мэгги Смит), оказывается гражданской женой Сесила. Когда на утро миссис Шеридан обнаруживают мёртвой, за дело берётся инспектор Рицци (Адольфо Чели), однако на следующий день умирает и Фокс, после чего Уильяму и Саре совместными усилиями удаётся раскрыть это дело и даже получить богатое наследство.

## В ролях
- Рекс Харрисон — Сесил Фокс
- Сьюзен Хэйуорд — миссис Шеридан
- Клифф Робертсон — Уильям Макфлай
- Капучине — принцесса Доминик
- Эди Адамс — Мерл Макгилл
- Мэгги Смит — Сара Уоткинс
- Адольфо Чели — инспектор Рицци

## Производство
Фильм снимался в Венеции и на студии Чинечитта в Риме. В уличных сценах задействован венецианский Палаццо Соранцо ван Аксель.

## Критика
Как пишет историк кино Ричард Харланд Смит, «Манкевич задумал нетрадиционный по стилю фильм как мета-медитацию на тему алчности и хитрости, где актёры должны были периодически выходить из роли, чтобы порассуждать о мотивах поступков персонажей и о развитии сюжета, в то время как действие время от времени прерывалось назойливыми студийными записками от невидимых руководителей, которые манипулировали повествованием, меняя его в непредсказуемом направлении». Однако из-за внутренних разногласий к завершению фильма от концепции Манкевича ничего не осталось, и в итоге он прошёл фактически незамеченным широкой публикой. Как написал Шипман, «картина не получила всеобщего восхищения, и снова по причине того, что вышла не в том варианте, который задумал Манкевич». Между тем, по словам, Смита, «с высоты сегодняшнего дня фильм не смотрится устаревшим, прежде всего благодаря роскошной широкоформатной цветной операторской работе», а также сильной игре всего актёрского состава, в котором особенно выделяется Мэгги Смит.